# Апікальне домінування

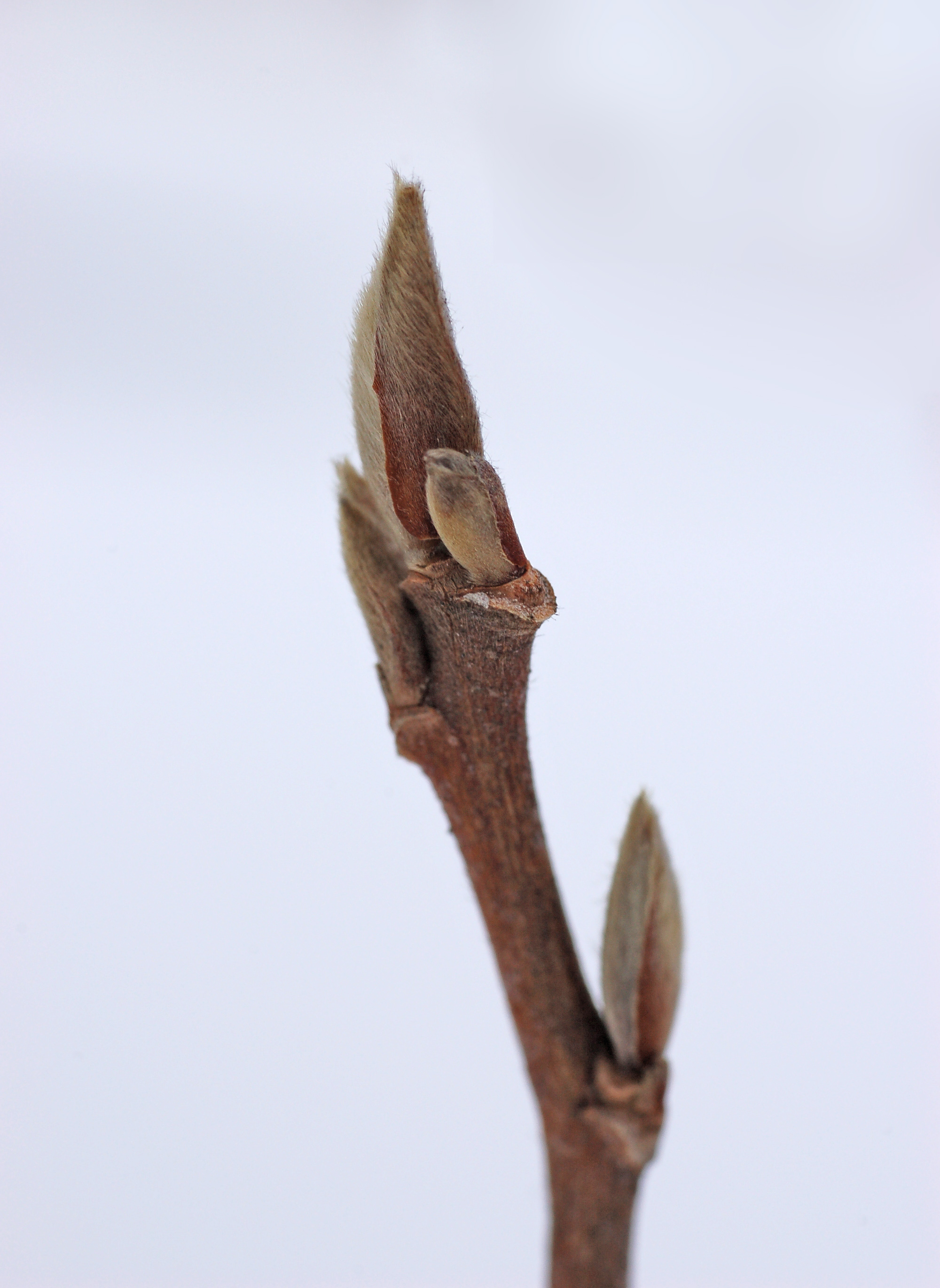

Апіка́льне домінува́ння — пригнічення верхньою брунькою росту бічних бруньок. Фізіологічно процес здійснюється за допомогою фітогормонів, основним з яких є гетероауксин (або індолилоцтова кислота, ІОК). Клітини апікальної меристеми виділяють ІОК, який по флоемі досягає бічних бруньок і пригнічує поділ клітин у них.
Апікальне домінування можна припинити, відрізавши верхівкову бруньку. Залишені гілки замінюють видалену частину, повторно створюючи апікальне домінування.